# Martin Rettl
Martin Rettl   (Innsbruck, 25 de novembre de 1973) és un esportista austríac, ja retirat, especialitzat en tobogan que va competir entre 1989 i 2006.
El 2002 va prendre part en els Jocs Olímpics d'Hivern que es van disputar a Salt Lake City, on guanyà la medalla de plata en la competició de tobogan. Quatre anys més tard, als Jocs de Torí, fou tretzè en la mateixa prova.
En el seu palmarès també destaca una medalla d'or al Campionat del Món de bobsleigh i tobogan de 2001, disputat a Calgary. El millor resultat a la Copa del Món de tobogan el va obtenir en l'edició del 2001-2002, amb una tercera posició final. El 2005 guanyà una medalla de bronze a les Universíades d'hivern.
Un cop retirat exercí d'entrenador.